# هووتاشن
هووتاشن (به ارمنی: Հովտաշեն) یک شهر در ارمنستان است که در استان آرارات واقع شده‌است. هووتاشن در  کیلومتری شمال آرتاشات، مرکز استان آرارات واقع شده است.

## خصوصیات
هووتاشن ۱٬۲۳۱ نفر جمعیت دارد و در ارتفاع  متر بالاتر از سطح دریا قرار گرفته است.